# 手鑑
手鑑（てかがみ）とは、厚手の紙で作られた折帖に、古筆の断簡を貼り込んだ作品集。古筆を手軽に鑑賞できるところからこの名で呼ぶが、その形状から、鏡を開くことへの見立ても含んでいるかもしれない。「手鏡」とも。
桃山時代以降、茶の湯の流行にしたがって、古筆が鑑賞の対象として愛好されるようになると、経巻や歌書・消息などの巻子本や冊子装からその一部を切り取って「古筆切」として収集することが流行した。手鑑は、こうした切を台帳に編集したものである。
古筆愛好家たちは、数多くの古筆・名筆を鑑賞するために、古筆切を帳面に貼り込んで手鑑を作成した。武家や公家においては、手鑑は大切な嫁入り道具ともなったという。
また、古筆家、古筆見、あるいは単に古筆と呼ばれた古筆鑑定の専門家（古筆了佐など）は、鑑定の標準とすべき代表的な古筆切を法帖に押した手鑑を携行し、鑑定の基準とした。
「翰墨城」「藻塩草」「見努世友」「大手鏡」などは国宝。